# Vancouvermarmot
De vancouvermarmot (Marmota vancouverensis) is een zoogdier uit de familie van de eekhoorns (Sciuridae). De wetenschappelijke naam van de soort werd gepubliceerd door Swarth in 1911.

## Voorkomen
De soort komt voor in de Pacific Northwest van Noord-Amerika.